# 1re étape du Tour de France 2012
Pour un article plus général, voir Tour de France 2012.
La 1re étape du Tour de France 2012 s'est déroulée le dimanche 1er juillet 2012, part de Liège et arrive à Seraing, en Belgique.

## Parcours
Le départ fictif est situé au parc d'Avroy, la cérémonie officielle de départ se fera sur la place Saint-Lambert devant le Palais des Princes-Évêques. Les coureurs emprunteront des routes vallonnées figurant également au parcours des classiques ardennaises. La course prend ensuite la direction du sud-est de la province de Liège est passe par Spa. Elle entre ensuite dans  la province de Luxembourg, via l’un des points les plus élevés de la Belgique, la Baraque de Fraiture, à 652 mètres d'altitude. L'étape passe ensuite par Hotton puis remonte vers le nord. L'arrivée est jugée à Seraing, devant les cristalleries du Val-Saint-Lambert .

## Déroulement de la course
Dès le départ, une échappée de six coureurs part. Elle est initiée par Nicolas Edet (Cofidis), immédiatement suivi de Yohann Gène (Europcar), Pablo Urtasun (Euskaltel-Euskadi), Maxime Bouet (AG2R La Mondiale), Anthony Delaplace (Saur-Sojasun) et Michael Mørkøv (Saxo Bank-Tinkoff Bank). Ils bénéficient d'une avance maximale de 4 minutes 50. Avec l'accélération du peloton, l'avance n'est plus que d'une minute et cinq secondes à 35 km de l'arrivée. Le groupe est finalement repris à 8 km.
Dans la bosse finale, Sylvain Chavanel (Omega Pharma-Quick Step) est le premier à attaquer à 2 km de l'arrivée. Il est contré par le maillot jaune Fabian Cancellara (RadioShack-Nissan) immédiatement suivi par Peter Sagan (Liquigas-Cannondale) puis dans un deuxième temps par Edvald Boasson Hagen (Sky). Dans le dernier kilomètre, ces trois hommes comptent quelques secondes d'avance sur un groupe de poursuivants, Sagan reste dans la roue de Cancellara. Celui-ci lance le sprint à 200 mètres, il est dépassé dans les derniers mètres par Sagan, qui remporte sa première victoire d'étape sur le Tour de France,. Boasson Hagen est troisième. Cancellara conserve le maillot jaune.

## Résultats

### Classement de l'étape
| Classement de la 1re étape | Classement de la 1re étape | Classement de la 1re étape | Classement de la 1re étape | Classement de la 1re étape |
|                            | Coureur                    | Pays                       | Équipe                     | Temps                      |
| -------------------------- | -------------------------- | -------------------------- | -------------------------- | -------------------------- |
| 1er                        | Peter Sagan                | Slovaquie                  | Liquigas-Cannondale        | en 4 h 58 min 19 s         |
| 2e                         | Fabian Cancellara          | Suisse                     | RadioShack-Nissan          | m.t                        |
| 3e                         | Edvald Boasson Hagen       | Norvège                    | Sky                        | m.t                        |
| 4e                         | Philippe Gilbert           | Belgique                   | BMC Racing                 | m.t                        |
| 5e                         | Bauke Mollema              | Pays-Bas                   | Rabobank                   | m.t                        |
| 6e                         | Alejandro Valverde         | Espagne                    | Movistar                   | m.t                        |
| 7e                         | Robert Gesink              | Pays-Bas                   | Rabobank                   | m.t                        |
| 8e                         | Daniel Martin              | Irlande                    | Garmin-Sharp               | m.t                        |
| 9e                         | Ryder Hesjedal             | Canada                     | Garmin-Sharp               | m.t                        |
| 10e                        | Dries Devenyns             | Belgique                   | Omega Pharma-Quick Step    | m.t                        |
| modifier                   |                            |                            |                            |                            |

### Points attribués
| Sprint intermédiaire d'Érezée (km 117) | Sprint intermédiaire d'Érezée (km 117) | Sprint intermédiaire d'Érezée (km 117) | Sprint intermédiaire d'Érezée (km 117) | Sprint intermédiaire d'Érezée (km 117) |
| -------------------------------------- | -------------------------------------- | -------------------------------------- | -------------------------------------- | -------------------------------------- |
|                                        | Coureur                                | Pays                                   | Équipe                                 | Point(s)                               |
| 1er                                    | Yohann Gène                            | France                                 | Europcar                               | 20                                     |
| 2e                                     | Pablo Urtasun                          | Espagne                                | Euskaltel-Euskadi                      | 17                                     |
| 3e                                     | Nicolas Edet                           | France                                 | Cofidis                                | 15                                     |
| 4e                                     | Anthony Delaplace                      | France                                 | Saur-Sojasun                           | 13                                     |
| 5e                                     | Maxime Bouet                           | France                                 | AG2R La Mondiale                       | 11                                     |
| 6e                                     | Michael Mørkøv                         | Danemark                               | Saxo Bank-Tinkoff Bank                 | 10                                     |
| 7e                                     | Matthew Goss                           | Australie                              | Orica-GreenEDGE                        | 9                                      |
| 8e                                     | Mark Cavendish                         | Royaume-Uni                            | Sky                                    | 8                                      |
| 9e                                     | André Greipel                          | Allemagne                              | Lotto-Belisol                          | 7                                      |
| 10e                                    | Mark Renshaw                           | Australie                              | Rabobank                               | 6                                      |
| 11e                                    | Kenny van Hummel                       | Pays-Bas                               | Vacansoleil-DCM                        | 5                                      |
| 12e                                    | Peter Sagan                            | Slovaquie                              | Liquigas-Cannondale                    | 4                                      |
| 13e                                    | José Joaquín Rojas                     | Espagne                                | Movistar                               | 3                                      |
| 14e                                    | Borut Božič                            | Slovénie                               | Astana                                 | 2                                      |
| 15e                                    | Edvald Boasson Hagen                   | Norvège                                | Sky                                    | 1                                      |
| modifier                               |                                        |                                        |                                        |                                        |

| Classement de l'étape | Classement de l'étape | Classement de l'étape | Classement de l'étape   | Classement de l'étape |
| --------------------- | --------------------- | --------------------- | ----------------------- | --------------------- |
|                       | Coureur               | Pays                  | Équipe                  | Point(s)              |
| 1er                   | Peter Sagan           | Slovaquie             | Liquigas-Cannondale     | 45                    |
| 2e                    | Fabian Cancellara     | Suisse                | RadioShack-Nissan       | 35                    |
| 3e                    | Edvald Boasson Hagen  | Norvège               | Sky                     | 30                    |
| 4e                    | Philippe Gilbert      | Belgique              | BMC Racing              | 26                    |
| 5e                    | Bauke Mollema         | Pays-Bas              | Rabobank                | 22                    |
| 6e                    | Alejandro Valverde    | Espagne               | Movistar                | 20                    |
| 7e                    | Robert Gesink         | Pays-Bas              | Rabobank                | 18                    |
| 8e                    | Daniel Martin         | Irlande               | Garmin-Sharp            | 16                    |
| 9e                    | Ryder Hesjedal        | Canada                | Garmin-Sharp            | 14                    |
| 10e                   | Dries Devenyns        | Belgique              | Omega Pharma-Quick Step | 12                    |
| 11e                   | Jurgen Van den Broeck | Belgique              | Lotto-Belisol           | 10                    |
| 12e                   | Sylvain Chavanel      | France                | Omega Pharma-Quick Step | 8                     |
| 13e                   | Simon Gerrans         | Australie             | Orica-GreenEDGE         | 6                     |
| 14e                   | Samuel Dumoulin       | France                | Cofidis                 | 4                     |
| 15e                   | Vincenzo Nibali       | Italie                | Liquigas-Cannondale     | 2                     |
| modifier              |                       |                       |                         |                       |

### Cols et côtes
| Côte de Cokaifagne (km 42) 4e catégorie | Côte de Cokaifagne (km 42) 4e catégorie | Côte de Cokaifagne (km 42) 4e catégorie | Côte de Cokaifagne (km 42) 4e catégorie | Côte de Cokaifagne (km 42) 4e catégorie |
| --------------------------------------- | --------------------------------------- | --------------------------------------- | --------------------------------------- | --------------------------------------- |
|                                         | Coureur                                 | Pays                                    | Équipe                                  | Point(s)                                |
| 1er                                     | Michael Mørkøv                          | Danemark                                | Saxo Bank-Tinkoff Bank                  | 1                                       |
| modifier                                |                                         |                                         |                                         |                                         |

| Côte de Francorchamps (km 49) 4e catégorie | Côte de Francorchamps (km 49) 4e catégorie | Côte de Francorchamps (km 49) 4e catégorie | Côte de Francorchamps (km 49) 4e catégorie | Côte de Francorchamps (km 49) 4e catégorie |
| ------------------------------------------ | ------------------------------------------ | ------------------------------------------ | ------------------------------------------ | ------------------------------------------ |
|                                            | Coureur                                    | Pays                                       | Équipe                                     | Point(s)                                   |
| 1er                                        | Pablo Urtasun                              | Espagne                                    | Euskaltel-Euskadi                          | 1                                          |
| modifier                                   |                                            |                                            |                                            |                                            |

| Côte de Lierneux (km 94) 4e catégorie | Côte de Lierneux (km 94) 4e catégorie | Côte de Lierneux (km 94) 4e catégorie | Côte de Lierneux (km 94) 4e catégorie | Côte de Lierneux (km 94) 4e catégorie |
| ------------------------------------- | ------------------------------------- | ------------------------------------- | ------------------------------------- | ------------------------------------- |
|                                       | Coureur                               | Pays                                  | Équipe                                | Point(s)                              |
| 1er                                   | Michael Mørkøv                        | Danemark                              | Saxo Bank-Tinkoff Bank                | 1                                     |
| modifier                              |                                       |                                       |                                       |                                       |

| Côte de Barvaux (km 139) 4e catégorie | Côte de Barvaux (km 139) 4e catégorie | Côte de Barvaux (km 139) 4e catégorie | Côte de Barvaux (km 139) 4e catégorie | Côte de Barvaux (km 139) 4e catégorie |
| ------------------------------------- | ------------------------------------- | ------------------------------------- | ------------------------------------- | ------------------------------------- |
|                                       | Coureur                               | Pays                                  | Équipe                                | Point(s)                              |
| 1er                                   | Michael Mørkøv                        | Danemark                              | Saxo Bank-Tinkoff Bank                | 1                                     |
| modifier                              |                                       |                                       |                                       |                                       |

| \| Côte de Seraing (km 198) 4e catégorie \| Côte de Seraing (km 198) 4e catégorie \| Côte de Seraing (km 198) 4e catégorie \| Côte de Seraing (km 198) 4e catégorie \| Côte de Seraing (km 198) 4e catégorie \| \| ------------------------------------- \| ------------------------------------- \| ------------------------------------- \| ------------------------------------- \| ------------------------------------- \| \| \| Coureur \| Pays \| Équipe \| Point(s) \| \| 1er \| Peter Sagan \| Slovaquie \| Liquigas-Cannondale \| 1 \| \| modifier \| \| \| \| \| |             |           |                     |          |
| Côte de Seraing (km 198) 4e catégorie |             |           |                     |          |
| | Coureur     | Pays      | Équipe              | Point(s) |
| 1er | Peter Sagan | Slovaquie | Liquigas-Cannondale | 1        |
| modifier |             |           |                     |          |

## Classements à l'issue de l'étape

### Classement général
| Classement général | Classement général   | Classement général | Classement général      | Classement général |
|                    | Coureur              | Pays               | Équipe                  | Temps              |
| ------------------ | -------------------- | ------------------ | ----------------------- | ------------------ |
| 1er                | Fabian Cancellara    | Suisse             | RadioShack-Nissan       | en 5 h 5 min 32 s  |
| 2e                 | Bradley Wiggins      | Royaume-Uni        | Sky                     | + 7 s              |
| 3e                 | Sylvain Chavanel     | France             | Omega Pharma-Quick Step | + 7 s              |
| 4e                 | Tejay van Garderen   | États-Unis         | BMC Racing              | + 10 s             |
| 5e                 | Edvald Boasson Hagen | Norvège            | Sky                     | + 11 s             |
| 6e                 | Denis Menchov        | Russie             | Katusha                 | + 13 s             |
| 7e                 | Philippe Gilbert     | Belgique           | BMC Racing              | + 13 s             |
| 8e                 | Cadel Evans          | Australie          | BMC Racing              | + 17 s             |
| 9e                 | Vincenzo Nibali      | Italie             | Liquigas-Cannondale     | + 18 s             |
| 10e                | Ryder Hesjedal       | Canada             | Garmin-Sharp            | + 18 s             |
| modifier           |                      |                    |                         |                    |

### Classement par points
| Classement par points | Classement par points | Classement par points | Classement par points | Classement par points |
| --------------------- | --------------------- | --------------------- | --------------------- | --------------------- |
|                       | Coureur               | Pays                  | Équipe                | Point(s)              |
| 1er                   | Fabian Cancellara     | Suisse                | RadioShack-Nissan     | 55 points             |
| 2e                    | Peter Sagan           | Slovaquie             | Liquigas-Cannondale   | 49 pts                |
| 3e                    | Edvald Boasson Hagen  | Norvège               | Sky                   | 42 pts                |
| modifier              |                       |                       |                       |                       |

### Classement du meilleur grimpeur
| Classement du meilleur grimpeur | Classement du meilleur grimpeur | Classement du meilleur grimpeur | Classement du meilleur grimpeur | Classement du meilleur grimpeur |
| ------------------------------- | ------------------------------- | ------------------------------- | ------------------------------- | ------------------------------- |
|                                 | Coureur                         | Pays                            | Équipe                          | Point(s)                        |
| 1er                             | Michael Mørkøv                  | Danemark                        | Saxo Bank-Tinkoff Bank          | 3 points                        |
| 2e                              | Peter Sagan                     | Slovaquie                       | Liquigas-Cannondale             | 1 pt                            |
| 3e                              | Pablo Urtasun                   | Espagne                         | Euskaltel-Euskadi               | 1 pt                            |
| modifier                        |                                 |                                 |                                 |                                 |

### Classement du meilleur jeune
| Classement général du meilleur jeune | Classement général du meilleur jeune | Classement général du meilleur jeune | Classement général du meilleur jeune | Classement général du meilleur jeune |
|                                      | Coureur                              | Pays                                 | Équipe                               | Temps                                |
| ------------------------------------ | ------------------------------------ | ------------------------------------ | ------------------------------------ | ------------------------------------ |
| 1er                                  | Tejay van Garderen                   | États-Unis                           | BMC Racing                           | en 5 h 5 min 42 s                    |
| 2e                                   | Edvald Boasson Hagen                 | Norvège                              | Sky                                  | + 1 s                                |
| 3e                                   | Rein Taaramäe                        | Estonie                              | Cofidis                              | + 12 s                               |
| modifier                             |                                      |                                      |                                      |                                      |

### Classement par équipes
| Classement par équipes | Classement par équipes | Classement par équipes | Classement par équipes |
|                        | Équipe                 | Pays                   | Temps                  |
| ---------------------- | ---------------------- | ---------------------- | ---------------------- |
| 1re                    | Sky                    | Royaume-Uni            | en 15 h 17 min 10 s    |
| 2e                     | RadioShack-Nissan      | Luxembourg             | + 4 s                  |
| 3e                     | BMC Racing             | États-Unis             | + 6 s                  |
| modifier               |                        |                        |                        |

## Abandon
Aucun abandon